# Avondale (Colorado)
Pour les articles homonymes, voir Avondale.
Avondale est une ville américaine située dans le comté de Pueblo dans l’État du Colorado.

## Démographie
| 2000 | 2010 | - | - | - | - |
| ---- | ---- | - | - | - | - |
| 754  | 674  | - | - | - | - |